# Tour de France 2017/8. Etappe
Die 8. Etappe der Tour de France 2017 fand am 8. Juli 2017 statt. Sie führte über 187,5 Kilometer von Dole zur Station des Rousses. Es gab einen Zwischensprint in Montrond nach 45,5 Kilometern sowie je eine Bergwertungen der 3., 2. und 1. Kategorie.
Etappensieger wurde Lilian Calmejane, der sich 17 Kilometer vor dem Ziel aus einer ursprünglich 50 Fahrer starken Spitzengruppe löste und trotz Krämpfen auf den letzten Kilometern seine Soloflucht erfolgreich beendete. Im Ziel hatte er 37 Sekunden Vorsprung auf seinen ehemaligen Mitflüchter Robert Gesink und 50 Sekunden auf das Feld der Favoriten um Chris Froome, der sein Gelbes Trikot verteidigte.